# Tegelträsk

Tegelträsk (sydsamiska: Riehkie) är en ort som ligger i Åsele kommun cirka 4 mil sydost om Åsele, nära gränsen till Västernorrlands län. Byn är belägen på östra sidan av sjön Tegelträsket.
I Tegelträsk finns det 18 bofasta men även en hel del sommarstugor. Sjön erbjuder bra fiske. 

## Historia
Det finns uppgifter om att Tegelträsk by ska ha tillkommit 1724 genom att en same anlade ett nybygge vid sjön. Vem detta ska ha varit vet man inte. Enligt andra källor anlades Tegelträsk i slutet av 1750-talet av finnen Per Nilsson, som närmast kom från Remmarn i norra Ångermanland. Han sålde dock snart sin nyodling och andra nybyggare tog över.
Tegelträsk var som störst 1945 då det fanns både skola och affär där. Sportintresset var mycket stort just då, och 12 år senare bildades Tegelträsk Sportklubb.

## Kända personer
Skidåkaren Enar Josefsson från Tegelträsk vann stafettguld och två individuella silvermedaljer vid VM 1950 och blev olympisk bronsmedaljör i stafett i Oslo 1952.